# Orsolya Varga
Orsolya Varga (* 12. Dezember 1987) ist eine ungarische Badmintonspielerin. 

## Karriere
Orsolya Varga gewann von 2003 bis 2005 fünf nationale Juniorentitel. 2007 siegte sie erstmals bei den Erwachsenen. Vier weitere Titel folgten bis 2011.

## Sportliche Erfolge
| Saison | Veranstaltung                              | Disziplin   | Platz | Name                          |
| ------ | ------------------------------------------ | ----------- | ----- | ----------------------------- |
| 2003   | Ungarn: Einzelmeisterschaften der Junioren | Dameneinzel | 1     | Orsolya Varga                 |
| 2004   | Ungarn: Einzelmeisterschaften der Junioren | Mixed       | 1     | Henrik Tóth / Orsolya Varga   |
| 2004   | Ungarn: Einzelmeisterschaften der Junioren | Dameneinzel | 1     | Orsolya Varga                 |
| 2005   | Ungarn: Einzelmeisterschaften der Junioren | Dameneinzel | 1     | Orsolya Varga                 |
| 2005   | Ungarn: Einzelmeisterschaften der Junioren | Damendoppel | 1     | Orsolya Varga / Ágnes Csorba  |
| 2007   | Ungarn: Einzelmeisterschaften              | Damendoppel | 1     | Sarolta Varga / Orsolya Varga |
| 2009   | Ungarn: Einzelmeisterschaften              | Dameneinzel | 1     | Orsolya Varga                 |
| 2010   | Ungarn: Einzelmeisterschaften              | Dameneinzel | 1     | Orsolya Varga                 |
| 2011   | Ungarn: Einzelmeisterschaften              | Dameneinzel | 1     | Orsolya Varga                 |
| 2011   | Ungarn: Einzelmeisterschaften              | Mixed       | 1     | Ákos Varga / Orsolya Varga    |
| 2012   | Ungarn: Einzelmeisterschaften              | Dameneinzel | 1     | Orsolya Varga                 |